# Municipio de Pleasant Hill (condado de Izard)
El municipio de Pleasant Hill (en inglés: Pleasant Hill Township) está ubicado en el condado de Izard, en el estado de Arkansas (Estados Unidos).

## Geografía
El municipio de Pleasant Hill se encuentra ubicado en las coordenadas 36°3′52″N 91°44′47″O / 36.06444, -91.74639. Según la Oficina del Censo de los Estados Unidos, el municipio tiene una superficie total de 61,1 km², de la cual 61,03 (99,89%) corresponden a tierra firme y 0,07 (0,11%) a agua.

## Demografía
Según el censo de 2010, el municipio de Pleasant Hill estaba habitado por 349 personas y su densidad de población era de 5,71 hab/km². Según su raza, el 99,14% de los habitantes eran blancos y el 0,29% de otras. Además, el 0,57% pertenecían a dos o más razas y, del total de la población, el 0,86% eran hispanos o latinos de cualquier raza.